# Margaret Wycherly
Margaret Wycherly, nata Margaret DeWolfe (Londra, 26 ottobre 1881 – New York, 6 giugno 1956), è stata un'attrice britannica.
Nel 1942 ottenne una candidatura all'Oscar alla miglior attrice non protagonista per il film Il sergente York (1941) di Howard Hawks.

## Biografia
Figlia del medico statunitense J.L. De Wolfe, Margaret Wycherly nacque a Londra e fece il suo debutto sui palcoscenici londinesi nel 1898. Nel 1901 sposò lo scrittore, sceneggiatore e regista statunitense Bayard Veiller, da cui divorziò nel 1922 e dal quale ebbe un figlio, Anthony, nato nel 1903 e divenuto anch'egli affermato autore.
Affermatasi come attrice teatrale in Inghilterra, la Wycherly si trasferì negli Stati Uniti e divenne una star di Broadway, assicurandosi l'apparizione pressoché stagionale sui palcoscenici newyorkesi in celebri lavori come Tobacco Road, Random Harvest, Liliom, Sei personaggi in cerca d'autore e La tredicesima sedia, quest'ultimo scritto nel 1916 dal marito Bayard Veiller e trasposto successivamente per il grande schermo nel 1929, per la regia di Tod Browning.
Il film The Tirtheenth Chair (1929) rappresentò per la Wycherly il debutto nel cinema, se si eccettua una precedente apparizione nella pellicola muta The Fight (1915). Il successivo impegno cinematografico fu nel dramma La sedia elettrica (1934), dopodiché l'attrice tornò al teatro e riprese con continuità la carriera cinematografica solo a partire dal 1940, ormai sessantenne.
Nel 1942 ottenne una candidatura all'Oscar alla miglior attrice non protagonista per il ruolo della madre di Gary Cooper ne Il sergente York (1941) di Howard Hawks, e durante gli anni quaranta apparve in numerose caratterizzazioni di signore di una certa età, come Mrs. Deventer in Prigionieri del passato (1942), Mrs. Forrest in Prigioniera di un segreto (1942), Ma Forrester ne Il cucciolo (1946) e un'anziana gitana ne Gli amori di Carmen (1948). Nel 1949 toccò l'apice della carriera cinematografica con il sofferto ruolo della dimessa Ma Jarrett nel drammatico La furia umana (1949), vestendo i panni della madre a cui il gangster Cody Jarrett (James Cagney) è affettivamente ma morbosamente legato.
La Wycherly rallentò l'attività dal 1950 e fece diverse apparizioni televisive in serial all'epoca popolari come Lux Video Theatre (1953) e Studio One (1954). Tra i suoi ultimi impegni cinematografici, sono da ricordare il poliziesco La casa del corvo (1951) e il biografico Schiava e signora (1953), basato sulla vita del presidente statunitense Andrew Jackson e della moglie Rachel Donelson. L'ultima apparizione sulle scene fu in una puntata del serial General Electric Theater (1955).
Margaret Wycherly morì a New York il 6 giugno 1956, all'età di settantaquattro anni.

## Filmografia

### Cinema
- The Fight, regia di George W. Lederer (1915)
- The Thirteenth Chair, regia di Tod Browning (1929)
- La sedia elettrica (Midnight), regia di Chester Erskine (1934)
- Vittoria (Victory), regia di John Cromwell (1940)
- Il sergente York (Sergeant York), regia di Howard Hawks (1941)
- La banda Pelletier (Crossroads), regia di Jack Conway (1942)
- Prigionieri del passato (Random Harvest), regia di Mervyn LeRoy (1942)
- Prigioniera di un segreto (Keeper of the Flame), regia di George Cukor (1942)
- Il segreto del golfo (Assignment in Brittany), regia di Jack Conway (1943)
- La luna è tramontata (The Moon Is Down), regia di Irving Pichel (1943)
- Anche i boia muoiono (Hangmen Also Die!), regia di Fritz Lang (1943)
- Schiava del male (Experiment Perilous), regia di Jacques Tourneur (1944)
- Onde insanguinate (Johnny Angel), regia di Edwin L. Marin (1945)
- Il cucciolo (The Yearling), regia di Clarence Brown (1946)
- Scritto sul vento (Something in the Wind), regia di Irving Pichel (1947)
- Ambra (Forever Amber), regia di Otto Preminger (1947)
- Gli amori di Carmen (The Loves of Carmen), regia di Charles Vidor (1948)
- La furia umana (White Heat), regia di Raoul Walsh (1949)
- La casa del corvo (The Man with a Cloak), regia di Fletcher Markle (1951)
- Aquel hombre de Tánger, regia di Luis María Delgado e Robert Elwyn (1953)
- Schiava e signora (The President's Lady), regia di Henry Levin (1953)

### Televisione
- NBC Presents – serie TV, 1 episodio (1949)
- The Ford Theatre Hour – serie TV, 1 episodio (1950)
- The Chevrolet Tele-Theatre – serie TV, 1 episodio (1950)
- The Philco Television Playhouse – serie TV, 2 episodi (1950-1951)
- Claudia: The Story of a Marriage (1952)
- Lux Video Theatre – serie TV, 2 episodi (1951-1953)
- Kraft Television Theatre – serie TV, 2 episodi (1954)
- Studio One – serie TV, 1 episodio (1954)
- General Electric Theater – serie TV, episodio 3x27 (1955)

## Doppiatrici italiane
- Lola Braccini in Anche i boia muoiono, Gli amori di Carmen, La furia umana
- Giovanna Scotto in Scritto sul vento, La casa del corvo
- Dina Romano in Il cucciolo
- Wanda Tettoni in Il sergente York (1º ridoppiaggio)

## Riconoscimenti
Premi Oscar 1942 – Candidatura all'Oscar alla miglior attrice non protagonista per Il sergente York